# In the Glare of Burning Churches
In the Glare of Burning Churches ist ein Demo der polnischen Black-/Pagan-Metal-Band Graveland. 

## Musik
Die Klangqualität ist sehr roh und vor allem die Gitarren weisen selbst für Black-Metal-Verhältnisse ein sehr harsches Klangbild auf. Die Stücke sind eher langsam, aber dennoch sehr aggressiv. Durch die dezent eingesetzten Keyboards (Darken verwendet wie auf dem Debüt einen der Kirchenorgel nachempfundenen Klang) und Klang-Samples wird eine düstere Atmosphäre erzeugt. John Chedsey von Satan Stole My Teddybear schrieb über den Gesang, es seien „die gequältesten Schreie, die ich seit langem gehört habe“.
Pagan-/Viking-Metal-Einflüsse sind nicht vorhanden, diese musikalischen Einflüsse und lyrischen Themen kamen erst ab dem zweiten Album Thousand Swords auf. Stattdessen wurde die Band mit der Hardcore-Band Discharge verglichen und die schlechte Produktion des Albums bemängelt.
Die Texte handeln überwiegend von antichristlichen Themen, der Titel spielt auf die Kirchenbrandstiftungen durch Mitglieder der norwegischen Black-Metal-Szene an. Darken gab als Einflüsse Bathory und Emperor an.

## Versionen
Es existieren drei verschiedene Versionen des Demos: Das Original, die neu gemasterte Version von 1996 mit Bonusmaterial sowie eine etwas andere Aufnahme, bei welcher sich vor allem der Gesang unterscheidet. Diese dritte Version wurde 1999 zusammen mit dem Demo Epilogue veröffentlicht.
1996, 1999, 2008 und 2009 wurde In the Glare of Burning Churches von verschiedenen Labels als CD und Schallplatte wiederveröffentlicht.

## Rezeption
In the Glare of Burning Churches genießt in Teilen der Black-Metal-Szene den Ruf als Klassiker. Da Graveland zum Zeitpunkt der Veröffentlichung noch nicht als NSBM-Band angesehen wurde, konnte das Demo weite Verbreitung finden.
Im September 2008 wurde In the Glare of Burning Churches zusammen mit The Celtic Winter, Following the Voice of Blood und Immortal Pride durch die Bundesprüfstelle für jugendgefährdende Medien indiziert (Liste B).

## Titelliste
1. Intro – 01:02
2. In the Glare of Burning Churches – 04:10
3. The Night of Fullmoon – 05:03
4. The Dark Dusk Abyss – 02:19
5. Through the Occult Veil – 04:03
6. For Pagan and Heretic’s Blood – 02:44
7. Outro – 03:33

Auf der neu gemasterten Version finden sich außerdem die Bonustitel Instrumental, Hordes of Empire und The Gates to the Kingdom of Darkness / Outro.